# Я, щастя цього світу
«Я, щастя цього світу» (ісп. Yo soy la felicidad de este mundo) — мексиканський фільм-драма 2014 року, поставлений режисером Хуліаном Ернандесом.

## Сюжет
Еміліо одержимий ідеєю зняти хороше кіно і прославитися як режисер, тому майже ніколи не розлучається зі своєю відеокамерою. Його життєве кредо заперечує сімейні стосунки, адже він упевнений, що будь-який шлюб рано чи пізно приречений на розлучення. У пошуках героя фільму про балет, він знайомиться з молодим танцівником Октавіо, у якого не життя — а похмура і сумна драма. Зворушений щирістю і неймовірністю обставин у житті нового знайомого, Еміліо вирішує зафіксувати історію за допомогою своєї камери, і закохується в Октавіо. Він розривається між почуттям, що наринуло, і старими звичками безладного сексуального життя, між коханцем і персонажем фільму в єдиній особі. Творчий пошук веде режисера все далі і далі від реального життя…

## У ролях
| Уго Каталан            | ···· | Еміліано Ареналес Осоріо |
| Габіно Родрігес        | ···· | Андрес                   |
| Андреа Порталь         | ···· | Санні                    |
| Еміліо фон Штернерфелс | ···· | Хазен                    |
| Іван Альварес          | ···· | Мілтон                   |
| Росіо Рейєс            | ···· | Марія                    |
| Херардо Дель Разо      | ···· | Йонас                    |
| Глорія Контрерас       | ···· | сама                     |
| Алан Рамірес           | ···· | Октавіо                  |

## Визнання
| Нагороди та номінації фільму «Я, щастя цього світу» | Нагороди та номінації фільму «Я, щастя цього світу»     | Нагороди та номінації фільму «Я, щастя цього світу» | Нагороди та номінації фільму «Я, щастя цього світу» | Нагороди та номінації фільму «Я, щастя цього світу» | Нагороди та номінації фільму «Я, щастя цього світу» |
| Рік                                                 | Кінофестиваль/кінопремія                                | Категорія/нагорода                                  | Номінант                                            | Результат                                           |                                                     |
| --------------------------------------------------- | ------------------------------------------------------- | --------------------------------------------------- | --------------------------------------------------- | --------------------------------------------------- | --------------------------------------------------- |
| 2014                                                | Паризький міжнародний ЛГБТ-кінофестиваль Chéries-Chéris | Грін-прі за найкращий фільм                         | Я, щастя цього світу                                | Номінація                                           |                                                     |